# Loď Spojených států

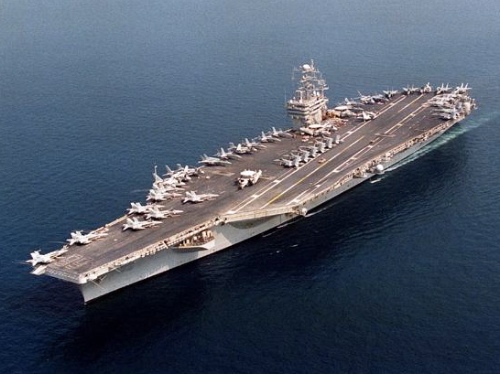
Letadlová loď USS Nimitz

Loď Spojených států (anglicky United States Ship, zkratka USS nebo též U.S.S.) je prefix, který označuje plavidlo náležící Námořnictvu Spojených států amerických. Umísťuje se před samotné jméno vojenského plavidla, tedy např. USS Enterprise (CV-6), za jménem se pak v závorce uvádí číslo trupu lodi, neboť to bývá jednoznačné a lze s jeho pomocí rozlišit dvě různá plavidla stejného jména (např. USS Hornet (CV-8) a USS Hornet (CV-12)). Prefix USS loď nese pouze během aktivní služby, do té doby se užívá prefixu PCU („Pre-commissioning Unit“). Po vyřazení z aktivní služby nenese loď prefix žádný a označuje se již jen samotným jménem.